# Astragalus barnassari
Astragalus barnassari är en ärtväxtart som beskrevs av Aleksandr Alfonsovitj Grossgejm. Astragalus barnassari ingår i släktet vedlar, och familjen ärtväxter. Inga underarter finns listade i Catalogue of Life.